# Nguyễn Thẩm Lộc
Nguyễn Thẩm Lộc (chữ Hán: 阮審祿) (1464 - ?) là một tham chính thời Lê sơ, đỗ hoàng giáp năm 1487.

## Thân thế
Nguyễn Thẩm Lộc là người làng Đồn Bối, huyện Thanh Lâm, phủ Nam Sách (nay thuộc Việt Nam).

## Sự nghiệp
Ông đậu tiến sĩ (hoàng giáp) khoa Đinh Mùi niên hiệu Hồng Đức năm 1487 lúc 24 tuổi,,ref name=buivv/> là một trong 30 hoàng giáp. Ông làm quan đến chức tham chính. Khi nhà Mạc giành ngôi nhà Lê sơ, ông không chịu làm quan cho Mạc.

## Nhận định
Do không làm quan cho nhà Mạc, theo Phan Huy Chú ông được khen là có tiết nghĩa.